# Sheats Residence

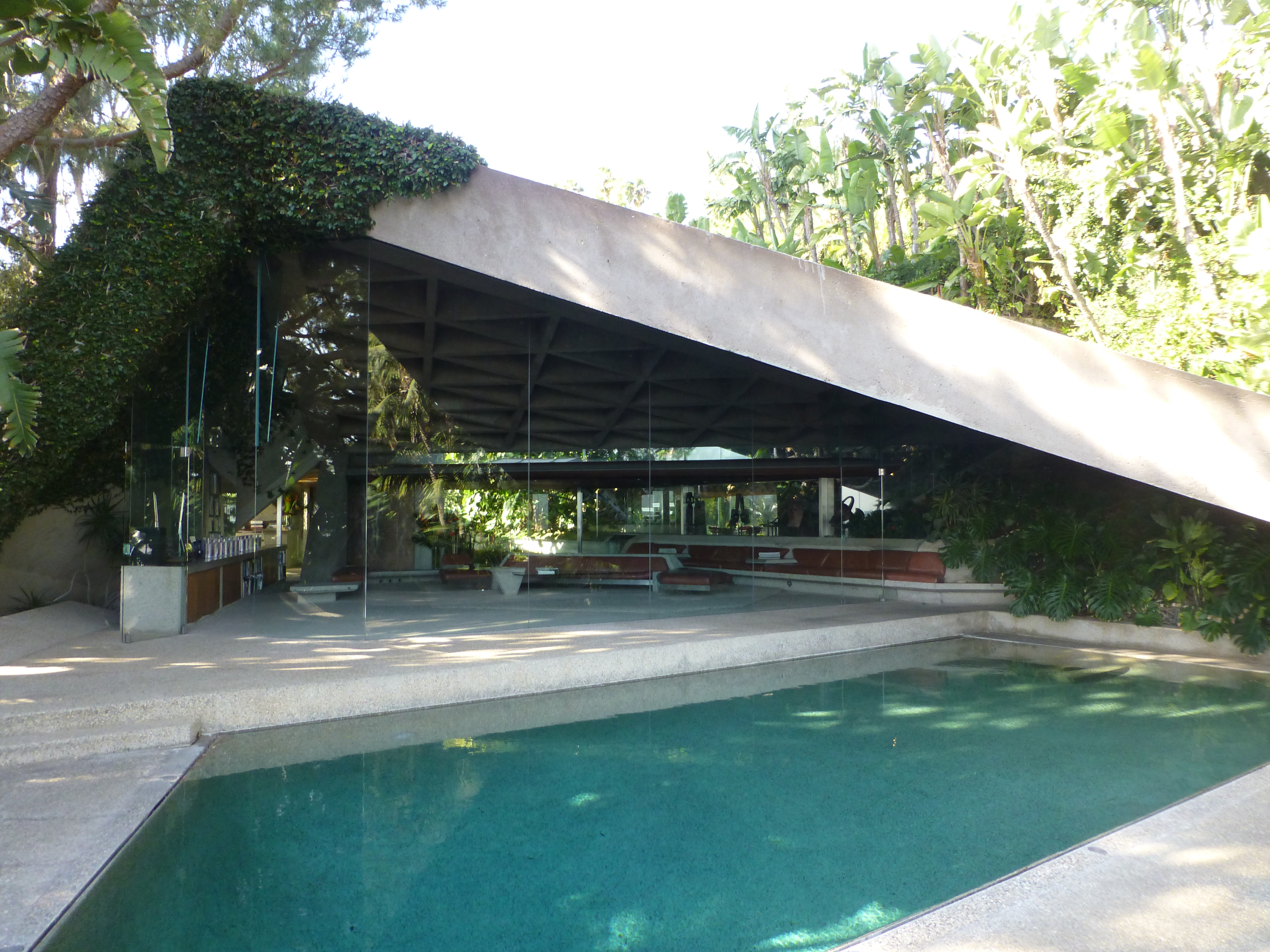
Sheats Residence vanaf het terras

Sheats Residence is een villa in de Hollywood Hills. De woning, met uitzicht over Benedict Canyon, werd ontworpen door de Amerikaanse architect John Lautner. Het huis is tegen een helling aan gebouwd.
Deze villa werd in 1963 gebouwd in opdracht van Paul en Helen Sheats. Naar hen is het huis vernoemd. In 1972 werd het verkocht aan James Goldstein. Deze liet in de jaren tachtig een grote verbouwing aan het huis uitvoeren. De tuin werd in een tropisch woud veranderd met een eigen irrigatiesysteem.
Zoals veel huizen van Lautner is ook dit huis als decor gebruikt in films en videoclips, onder andere in de films The Big Lebowski, Bandits en Charlie's Angels: Full Throttle.